# América Móvil
América Móvil — мексиканская телекоммуникационная компания, ведущая деятельность в большинстве стран Латинской Америки, а также в Австрии и странах Восточной Европы. Штаб-квартира находится в Мехико (Мексика).

## История
В 1956 году государственная телефонная компания Мексики Telmex учредила дочернюю структуру Publicidad Turística по выпуску телефонных справочников. В 1981 году Publicidad Turística получила концессию на развитие сотовой связи в стране. В 1984 году компания сменила название на Radiomóvil Dipsa, а с 1989 года начала использовать торговую марку Telcel, к этому времени сеть компании покрывала все крупные города Мексики. В 1990 году материнская компания, Telmex, была приватизирована, её основным акционером стал холдинг Карлоса Слима Grupo Carso (позже Carso Global Telecom). К 1995 году Telcel занимала 57 % рынка сотовой связи Мексики, её быстрому росту способствовал низкий уровень развития проводной телефонии в стране. В 2000 году из 12 млн абонентов сотовой связи Мексики 9 млн пользовались услугами Telcel.
В 1999 году Telmex начала поглощать компании в других странах, в частности купила контрольный пакет акций в сотовом операторе TracFone Wireless (США). В 2000 году было решено выделить операции по предоставлению услуг сотовой связи и широкополосного интернета в самостоятельную компанию América Móvil; её акции были размещены на Мексиканской, Мадридской и Нью-Йоркской фондовых биржах, но контрольный пакет акций остался у Carso Global Telecom. В том же 2000 году América Móvil вышла на рынок Бразилии и вместе с Bell Canada International и SBC Communications учредила консорциум Telecom Américas по развитию сотовой связи в Латинской Америке; в 2002 году América Móvil выкупила доли партнёров по консорциуму. В 2003 году за 643 млн долларов была куплена компания BCP S.A., что сделало América Móvil вторым крупнейшим оператором сотовой связи в Бразилии. Также в этом году были поглощены сотовые операторы в Аргентине, Колумбии, Эквадоре, Гватемале, Никарагуа и Сальвадоре. В это же время компания вложила 3 млрд долларов в перевод мексиканской сети со стандарта CDMA на GSM.
В 2004 году компания вышла на рынки Никарагуа и Гондураса, число абенентов в Бразилии за год выросло на 34 %, в Колумбии — на 58 %, в Аргентине — на 155 %, а Мексике — на 27 %. Число абонентов к концу года превысило 61 млн в 11 странах. В 2005 году за 472 млн долларов был куплен третий крупнейший сотовый оператор Чили Smartcom; в том же году за 503 млн долларов были куплены операции Telecom Italia Mobile в Перу. Число абонентов за 2005 год выросло в полтора раза, до 93,3 млн, выручка за этот год составила 182 млрд песо. В 2006 году за 2,06 млрд долларов у Verizon Communications были куплены её операции в Доминиканской Республике, также у неё за 939 млн долларов был куплен контрольный пакет акций крупнейшего оператора связи в Пуэрто-Рико. В 2007 году был поглощён ямайский сотовый оператор Oceanic Digital.
В 2011 году была проведена реорганизация холдинга Карлоса Слима. До этого была холдинговая компания Carso Global Telecom и три её дочерние структуры: América Móvil, Telmex и Telmex Internacional; акции всех 4 компаний котировались на бирже. В начале 2011 года все акции Carso Global Telecom и Telmex Internacional были выкуплены, что обошлось в сумме в 21 млрд долларов, а América Móvil стала холдинговой компанией; через год также были выкуплены оставшиеся акции Telmex.
В ноябре 2021 года филиал в США за 6,9 млрд долларов был продан компании Verizon Communications; к этому времени у TracFone Wireless был 21 млн абонентов. В июле 2022 года была завершена продажа активов в Панаме, их купила компания Cable & Wireless Panama. В октябре 2022 года дочерняя компания в Чили была реорганизована в совместное предприятие. С 2014 года América Móvil начала приобретать акции австрийского оператора связи A1 Telekom Austria Group и к концу 2023 года увеличила долю до 58 %.

## Собственники и руководство
Акции компании котируются на Мексиканской фондовой бирже, а американские депозитарные расписки — на Нью-Йоркской фондовой бирже. Контрольный пакет акций принадлежит членам семьи Слим.
- Карлос Слим Домит (Carlos Slim Domit, род. в 1967 году) — сопредседатель совета директоров и исполнительного комитета.
- Патрик Слим Домит (Patrick Slim Domit, род. в 1969 году) — сопредседатель совета директоров и член исполнительного комитета.
- Даниэль Хадж Абумрад (Daniel Hajj Aboumrad, род. в 1966 году) — генеральный директор с 2000 года. Также генеральный директор мексиканского филиала Sears Roebuck и компаний United Graphics Arts и Galas of Mexico, председатель Puerto Rico Telephone Company. В Grupo Carso занимал различные посты с 1987 года[6][11]. Один из фигурантов расследования «Райские документы»[12].

## Деятельность
Выручка компании за 2023 год составила 816 млрд мексиканских песо ($48,3 млрд). Компания предоставляет услуги проводной и сотовой связи, кабельного и спутникового телевидения, доступа к сети интернет, а также занимается торговлей оборудованием. Инфраструктура компании включает 111 тыс. базовых станций сотовой связи, 1,3 млн км волоконно-оптических сетей, 197 тыс. км подводных кабелей, 5 спутников связи и 43 дата-центра.
Регионы деятельности:
- Мексика — бренды Telcel (сотовая связь) и Telmex (проводная связь), 83,8 млн абонентов сотовой связи, 44 % выручки;
- Бразилия — бренд Claro, 87,0 млн абонентов, 20 % выручки;
- Колумбия — бренд Claro, 39,2 млн абонентов, 8 % выручки;
- Аргентина, Парагвай и Уругвай — бренд Claro, 28,0 млн абонентов, 3 % выручки;
- Центральная Америка и Карибский регион — Гватемала, Гондурас, Доминиканская Республика, Коста-Рика, Никарагуа, Пуэрто-Рико, Сальвадор; бренд Claro, 24,9 млн абонентов, 10 % выручки;
- Перу и Эквадор — бренд Claro, 21,9 млн абонентов, 7 % выручки;
- Австрия и Восточная Европа — Австрия, Беларусь, Болгария, Северная Македония, Сербия, Словения, Хорватия; бренд A1, 25,2 млн абонентов, 12 % выручки.

В списке крупнейших публичных компаний мира Forbes Global 2000 за 2024 год América Móvil заняла 208-е место.